# أبو المجد هارون
لواء أركان حرب / أبو المجد هارون قائد عسكري مصري، من مواليد 14 ديسمبر 1955، شغل منصب رئيس أركان قوات الدفاع الجوى سابقاً.

## التأهيل العسكري
- حصل على بكالوريوس علوم الدفاع الجوى في 1 أبريل 1977.
- ماجستير العلوم العسكرية - كلية القادة والأركان.
- الدورة العليا لكبار القادة - أكاديمية ناصر العسكرية العليا.
- الدورة رقم 23 حرب عليا.
- بكالوريوس تجارة (محاسبة).

## حياته المهنية
- رقي إلى رتبة لواء في 1 يوليو 2008.
- شغل منصب مساعد رئيس أركان حرب القوات المسلحة.
- شغل منصب رئيس أركان قوات الدفاع الجوي من 6 أغسطس 2014 حتى 12 ديسمبر 2015.
- شغل منصب مساعد وزير الدفاع القائد العام للقوات المسلحة.
- مساعد رئيس الهيئة الاقتصادية لقناة السويس للمناطق الصناعية.[1]

## الأوسمة والأنواط والميداليات
- ميدالية الخدمة الطويلة والقدوة الحسنة.
- نوط الواجب العسكري من الطبقة الثانية.
- نوط الواجب العسكري من الطبقة الأولى.
- نوط التدريب من الطبقة الأولى.
- نوط الخدمة الممتازة.
- ميدالية 25 يناير 2011.
- ميدالية 30 يونيو 2013.